# Fanny Gallot
Fanny Gallot née en 1981, est historienne, maîtresse de conférences en histoire contemporaine et chercheuse française. Elle s'intéresse aux inégalités de genre dans les conditions de travail et la participation des femmes dans les conflits ouvriers.

## Biographie
Fanny Gallot étudie l'histoire à l'université de Rouen-Normandie. En 2012, elle soutient sa thèse à l'Université Lumière-Lyon-II, qu'elle a menée sous la direction de Michelle Zancarini-Fournel. Elle s'intitule Les ouvrières, des années 1968 au très contemporain : pratiques et représentations. Elle étudie deux entreprises Chantelle  à Saint-Herblain et Moulinex à Alençon où les ouvrières sont majoritaires.  
Sa thèse est publiée en 2015, sous le titre En découdre : comment les ouvrières ont révolutionné le travail et la société. 
En 2015, Fanny Gallot est nommée maîtresse de conférences à l'Université Paris-Est-Créteil. Elle est également militante syndicale au SNESUP-FSU.

## Publications
- Fanny Gallot, En découdre : comment les ouvrières ont révolutionné le travail et la société, Paris, La Découverte, 2015, 282 p. (ISBN 978-2-7071-8241-8)[4]
- Ludivine Bantigny (dir), Fanny Bugnon (dir) et Fanny Gallot (dir.), Prolétaires de tous les pays, qui lave vos chaussettes ? : le genre de l'engagement dans les années 1968, Rennes, Presses universitaires de Rennes, 2017, 259 p. (ISBN 978-2-7535-5231-9)[5].
- Pauline Delage et Fanny Gallot, Féminismes dans le monde, 23 récits d’une révolution planétaire, Éditions Textuel, 2020, 208 p. (ISBN 978-2-84597-807-2)[6].
- Fanny Gallot, Mobilisées : une histoire féministe des contestations populaires, Paris, Éditions du Seuil, 2024, 283 p. (ISBN 978-2-02-145296-9)[7]

## Distinctions
- Prix de thèse, Institut du Genre, CNRS, 2013[8] : Les ouvrières : pratiques et représentations (des années 1968 au très contemporain)[9].